# Allobates flaviventris
Espèce
Allobates flaviventris est une espèce d'amphibiens de la famille des Aromobatidae.

## Répartition
Cette espèce est endémique de l'État d'Acre au Brésil.

## Description
Les mâles mesurent de 16,7 à 19,7 mm et les femelles de 19,3 à 21,1 mm.

## Publication originale
- Melo-Sampaio, de Souza & Peloso, 2013 : A new, riparian, species of Allobates Zimmermann and Zimmermann, 1988 (Anura: Aromobatidae) from southwestern Amazonia. Zootaxa, no 3716 (3), p. 336–348.